# Ольдгамия
Ольдгамия (англ. Oldhamia) — английский грузовой пароход, захваченный в 1905 году кораблями русской Второй Тихоокеанской эскадры.

## История
6 мая 1905 года на пути из Нью-Йорка в Гонконг (капитан Александр Стюарт) с грузом, состоявшим из 150 тыс. жестяных емкостей с керосином в деревянных ящиках (владелец груза компания Standard Oil), остановлен и конфискован русским крейсером «Олег» в Лусонском проливе в 125 милях на запад-юго-запад от Бетанских островов. Команда снята и переведена на русские корабли. 8 мая судно, на которое было перегружено 600 тонн угля с транспорта «Ливония», под конвоем вспомогательного крейсера «Кубань» направилось во Владивосток. В ночь с 9 на 10 мая на пароход было перегружено ещё 100 тонн угля с «Кубани», после чего в 14:00 10 мая корабли разошлись. Утром 21 мая 1905 года пароход, шедший под управлением призовой команды (37 человек, командир — прапорщик по морской части Трегубов, старший офицер — прапорщик по морской части Лейман, вахтенный начальник — прапорщик по морской части Потапов, судовой механик — прапорщик Зайончковский), в тумане налетел на камни пролива Фриза у острова Итуруп (координаты: 45°50′ с. ш. 150° в. д.) и 22 мая, после того как команду и груз свезли на берег, был сожжен.